# Heliophanus deamatus
Heliophanus deamatus este o specie de păianjeni din genul Heliophanus, familia Salticidae, descrisă de Peckham, Peckham, 1903. Conform Catalogue of Life specia Heliophanus deamatus nu are subspecii cunoscute.